# Caulanthus lemmonii
Caulanthus lemmonii är en korsblommig växtart som beskrevs av Sereno Watson. Caulanthus lemmonii ingår i släktet Caulanthus och familjen korsblommiga växter. Inga underarter finns listade i Catalogue of Life.